# Altiporto de Courchevel
O Altiporto de Courchevel (em francês; Altiport de Courchevel) (IATA: CVF, OACI: LFLJ) é um aeroporto localizado em Courchevel, uma estação de esqui nos Alpes franceses. 
O aeródromo tem uma pista muito curta de só 537 metros (1762 pés) com um gradiente de 18,6%. Devido ao terreno, é impossível realizar manobras de Go-Arround e normalmente é utilizado por aviões pequenos de asa fixa (como avionetas Cessna)  e helicópteros. A pista não possui procedimentos de aproximação por instrumentos ou ajudas de iluminação; pelo que as aproximações em dias de nevoeiro ou com nuvens baixas são extremamente perigosas e praticamente irrealizáveis.
É considerado um dos aeroportos mas perigosos do mundo por sua localização, condições climáticas e pista crescente e por estar nas cercanias de zonas de esqui. O programa do History Channel , "Most Extreme Airports", classifica-o como o sétimo aeroporto mais extremo do mundo.

## História
Altiporto é um aeroporto localizado num relevo montanhoso. Geralmente, compõe-se de uns poucos quilômetros por sua difícil construção sobre as ladeiras montanhosas e os climas frios.  Nos Alpes existem vários altiportos, sendo o de Courchevel o mas antigo de todos e justamente a palavra "altiporto" se desenvolveu durante a criação do Altiporto de Courchevel.  Em 1961 , o Prefeito Émile Ancenay e a Prefeitura aprovou a criação da pista na localidade da pastura de Pralong, recebeu sua primeira aterragem a 31 de janeiro de 1962. É uma zona muito turística e é usado muito pelos esquiadores.

## Serviços comerciais
Na década de 1980, Tyrolean Airlines serviu a Courchevel utilizando aeronaves Dash-7 STOL, capazes de transportar até 50 passageiros; e mais recentemente, De Havilland Canadá DHC-6 e DHC-7 Dash 7 têm servido ao aeroporto.

## Companhias aéreas
As seguintes companhias prestam serviço no aeroporto:
| Companhia       | Notas          |
| --------------- | -------------- |
| Alpine Airlines | Possui um Hub. |
| Aerosavoie      |                |
| Hélisécurité    |                |
| SAF             |                |